# Steve Holmes
Steve Holmes (23 de marzo de 1961) es un director y actor pornográfico alemán que empezó su carrera en 1996. Es un Sajón Transilvaniano nacido en Sibiu, Rumanía. En 1968, su familia cruzó la frontera turca mientras estaban de vacaciones en Bulgaria y buscaron asilo en el consulado alemán en Estambul.
Desde el 2002 ha estado viviendo y trabajando en Los Ángeles y Budapest. También empezó a dirigir películas en el 2003, trabajando para Platinum X Pictures con Manuel Ferrara, Brandon Iron y Michael Stefano. En el mismo año,  empezó a dirigir para Evil Angel, donde realizó películas como Anal Cum Addicts, Anal POV Sluts, Anal Romance, Teenage Cum Guzzlers, Euro Girls Never Say No To Anal, Nothing Butt Fun, Pappa Holmes Lil Girls, Sexy Anal Euro Teens, Steve Holmes' Perversions y The Pussy Is Not Enough. Ha recibido 12 premios en Barcelona, Belgrado, Berlín, Bruselas y Las Vegas, tan prestigiosos como el Premio AVN al "Intérprete Extranjero Masculino del Año" en Las Vegas en las ediciones del 2005 y 2006.

## Premios
- 2001 NINFA Premio – Mejor Actor De Reparto – Amor Eterno[4]
- 2004 AVN Premio – Mejor Escena de Sexo de Producción Extranjera – Katsumi's Affair (con Katsumi)[5]
- 2004 Premio XRCO – Unsung Swordsman[6]
- 2004 Premio XRCO – Mejor Trio - los trucos Sucios de Mason (con Julie Night & Manuel Ferrara)[6]
- 2005 Premio AVN – Intérprete Extranjero Masculino del Año[7]
- 2006 Premio AVN – Intérprete Extranjero Masculino del Año[8]
- 2007 Premio AVN - Mejor Escena de Sexo en una Producción Extranjera – Outnumbered 4 (con Isabel Ice, Sandra Romain, Dora Venter, Cathy, Karina, Nicol, Puma Black, Erik Everhard & Robert Rosenberg)[9]
- 2011 Premio AVN – Mejor Escena de Sexo en una Producción Extranjera – Tori Black Nymphomaniac (con Tori Black & Jazz Duro)[10]